# Athlétisme aux Jeux du Pacifique de 2015
Navigation
2011 2019
Les épreuves d'athlétisme des Jeux du Pacifique de 2015 se sont déroulés à Port Moresby du 13 au 18 juillet 2015.
Les compétitions ont eu lieu dans le Sir John Guise Stadium, modernisé pour l'occasion et pouvant accueillir 15 000 spectateurs. Les athlètes australiens et néozélandais ne sont pas autorisés à concourir pour ce sport.

## Résultats

### Hommes
| Épreuve          | Or                                                          | Or              | Argent                                    | Argent         | Bronze                                     | Bronze       |
| ---------------- | ----------------------------------------------------------- | --------------- | ----------------------------------------- | -------------- | ------------------------------------------ | ------------ |
| 100 m            | Banuve Tabakaucoro Fidji                                    | 10 s 55         | Rodman Teltull Palaos                     | 10.98          | Kupun Wisil Papouasie-Nouvelle-Guinée      | 11.04        |
| 100 m handisport | Sylvain Bova Nouvelle-Calédonie                             | 12.34 (F/T11)   | Francis Kompaon Papouasie-Nouvelle-Guinée | 11.87 (T46)    | Samuel Nason Papouasie-Nouvelle-Guinée     | 12.24 (T46)  |
| 200 m            | Banuve Tabakaucoro Fidji                                    | 20 s 53 GR      | Nelson Stone Papouasie-Nouvelle-Guinée    | 21.28          | Theo Piniau Papouasie-Nouvelle-Guinée      | 21.37        |
| 400 m            | Nelson Stone Papouasie-Nouvelle-Guinée                      | 47 s 56         | Theo Piniau Papouasie-Nouvelle-Guinée     | 48.08          | Kaminiel Matlaun Papouasie-Nouvelle-Guinée | 48.43        |
| 800 m            | Kaminiel Matlaun Papouasie-Nouvelle-Guinée                  | 1 min 53 s 85   | Adrien Kela Nouvelle-Calédonie            | 1:53.87        | Martin Orovo Papouasie-Nouvelle-Guinée     | 1:57.24      |
| 1 500 m          | Adrien Kela Nouvelle-Calédonie                              | 4 min 19 s 00   | George Yamak Papouasie-Nouvelle-Guinée    | 4:19.38        | Martin Orovo Papouasie-Nouvelle-Guinée     | 4:20.21      |
| 5 000 m          | Nordine Benfodda Nouvelle-Calédonie                         | 15 min 54 s 55  | Rosefelo Siosi Îles Salomon               | 15:58.04       | Loïc Mevel Tahiti                          | 15:59.06     |
| 10 000 m         | Rosefelo Siosi Îles Salomon                                 | 33 min 6 s 03   | Nordine Benfodda Nouvelle-Calédonie       | 33:24.22       | Kupsy Bisamo Papouasie-Nouvelle-Guinée     | 33:31.53     |
| 110 m haies      | Wala Gime Papouasie-Nouvelle-Guinée                         | 14 s 80         | Mowen Boino Papouasie-Nouvelle-Guinée     | 14.94          | Tutaia Galoiola Samoa                      | 15.50        |
| 400 m haies      | Mowen Boino Papouasie-Nouvelle-Guinée                       | 52 s 51         | Peniel Joshua Papouasie-Nouvelle-Guinée   | 53.14          | Wala Gime Papouasie-Nouvelle-Guinée        | 53.70        |
| 3 000 m steeple  | Sapolai Yao Papouasie-Nouvelle-Guinée                       | 9 min 38 s 89   | Skene Kiage Papouasie-Nouvelle-Guinée     | 9:47.80        | Ashneel Nand Fidji                         | 9:57.08      |
| 4x100 m          | (PNG) Theo Piniau Nelson Stone Wesley Logorava Kupun Wisil  | 40 s 62         | (FIJ)                                     | 41.06          | (NCL)                                      | 42.90        |
| 4x400 m          | (PNG) Mowen Boino Kaminiel Matlaun Theo Piniau Nelson Stone | 3 min 13 s 86   | (FIJ)                                     | 3:15.35        | (SOL)                                      | 3:28.32      |
| Semi-marathon    | Kupsy Bisamo Papouasie-Nouvelle-Guinée                      | 1 h 14 min 11 s | Georges Richmond Tahiti                   | 1:14:23        | Avikash Lal Fidji                          | 1:15:07      |
| Longueur         | Raihau Maiau Tahiti                                         | 8,14 m GR, NR   | Frédéric Erin Nouvelle-Calédonie          | 7.78m          | Idau Asigau Papouasie-Nouvelle-Guinée      | 7.32m NR     |
| Triple saut      | Eugene Vollmer Fidji                                        | 15,27 m         | Peniel Richard Papouasie-Nouvelle-Guinée  | 15.22m         | Frédéric Erin Nouvelle-Calédonie           | 14.97m       |
| Hauteur          | Rajendra Prasad Fidji                                       | 2,03 m          | Ogun Robert Nouvelle-Calédonie            | 2.03m          | Sailasa Kalouniviti Fidji                  | 1.97m        |
| Perche           | Éric Reuillard Nouvelle-Calédonie                           | 4,60 m          | Karo Iga Papouasie-Nouvelle-Guinée        | 3.85m          | Jean-Bernard Harper Nouvelle-Calédonie     | 3.80m        |
| Poids            | Tumatai Dauphin Tahiti                                      | 19,14 m         | Alexander Rose Samoa                      | 16.58m         | Mustafa Fall Fidji                         | 15.78m NR    |
| Shot Put Secured | Thierry Cibone Nouvelle-Calédonie                           | 9.37m (F/34)    | Marcelin Walico Nouvelle-Calédonie        | 10.23m (F/57)  | Christian Chee Ayee Tahiti                 | 8.38m (F56)  |
| Disque           | Alexander Rose Samoa                                        | 56,40 m         | Debono Paraka Papouasie-Nouvelle-Guinée   | 47.13m         | Erwan Cassier Nouvelle-Calédonie           | 45.01m       |
| Marteau          | Erwan Cassier Nouvelle-Calédonie                            | 61,52 m         | Alexander Rose Samoa                      | 58.66m NR      | Eutesio Toto Nouvelle-Calédonie            | 55.96m       |
| Javelot          | Leslie Copeland Fidji                                       | 70,31 m         | Vahaafenua Tipotio Wallis-et-Futuna       | 65.41          | Erwan Cassier Nouvelle-Calédonie           | 61.14        |
| Javelin Ambulant | Sent Anis Papouasie-Nouvelle-Guinée                         | 38.25m (F42)    | Thierry Washetine Nouvelle-Calédonie      | 47.80m (F/T20) | Lutovico Halagahu Wallis-et-Futuna         | 41.34m (F44) |
| Décathlon        | Robson Yinambe Papouasie-Nouvelle-Guinée                    | 6 288 points    | Lilian Garçon Nouvelle-Calédonie          | 6,182          | Soape Polutele Tonga                       | 5,102        |

### Femmes
| Event                    | Or                                                                          | Or                    | Argent                                                                        | Argent          | Bronze                                                                             | Bronze          |  |
| ------------------------ | --------------------------------------------------------------------------- | --------------------- | ----------------------------------------------------------------------------- | --------------- | ---------------------------------------------------------------------------------- | --------------- |  |
| 100 m                    | Toea Wisil (PNG)                                                            | 11 s 86               | Younis Bese (FIJ)                                                             | 12 s 27         | Sisilia Seavula (FIJ)                                                              | 12 s 55         |  |
| 200 m                    | Toea Wisil (PNG)                                                            | 24 s 05               | Younis Bese (FIJ)                                                             | 25 s 21         | Sisilia Seavula (FIJ)                                                              | 25 s 41         |  |
| 400 m                    | Toea Wisil (PNG)                                                            | 54 s 17               | Donna Koniel (PNG)                                                            | 54 s 29         | Betty Burua (PNG)                                                                  | 55 s 21         |  |
| 800 m                    | Donna Koniel (PNG)                                                          | 2 min 12 s 78         | Jenny Albert (PNG)                                                            | 2 min 15 s 79   | Solenne Kerleguer (NCL)                                                            | 2 min 20 s 68   |  |
| 1 500 m                  | Miriam Goiye (PNG)                                                          | 4 min 45 s 44         | Jenny Albert (PNG)                                                            | 4 min 45 s 47   | Poro Gahekave (PNG)                                                                | 4 min 51 s 72   |  |
| 5 000 m                  | Sharon Firisua (SOL)                                                        | 18 min 20 s 09 GR, NR | Rama Kumilgo (PNG)                                                            | 18 min 23 s 83  | Ongan Awa (PNG)                                                                    | 18 min 24 s 48  |  |
| 10 000 m                 | Sharon Firisua (SOL)                                                        | 38 min 33 s 04 NR     | Ongan Awa (PNG)                                                               | 39 min 07 s 97  | Elodie Menou (???)                                                                 | 39 min 32 s 38  |  |
| Semi-marathon            | Sharon Firisua (SOL)                                                        | 1 h 29 min 26 s NR    | Dianah Matekali (SOL)                                                         | 1 h 30 min 24 s | Miriam Goiye (PNG)                                                                 | 1 h 31 min 22 s |  |
|                          |                                                                             |                       |                                                                               |                 |                                                                                    |                 |  |
| 100 m haies              | Sharon Kwarula (PNG)                                                        | 14 s 40               | Lucie Turpin (NCL)                                                            | 14 s 53         | Manuella Gavin (NCL)                                                               | 14 s 68         |  |
| 400 m haies              | Donna Koniel (PNG)                                                          | 58 s 28 GR            | Sharon Kwarula (PNG)                                                          | 60 s 17         | Ana Baleveicau (FIJ)                                                               | 61 s 89         |  |
| 3 000 m steeple          | Rama Kumilgo (PNG)                                                          | 11 min 26 s 51        | Poro Gahekave (PNG)                                                           | 11 min 31 s 66  | Heiata Brinkfield (???)                                                            | 12 min 01 s 09  |  |
|                          |                                                                             |                       |                                                                               |                 |                                                                                    |                 |  |
| 4 × 100 m                | Fidji Sisilia Seavula Makelesi Tumalevu Elenoa Sailosi Younis Bese          | 46 s 17               | Papouasie-Nouvelle-Guinée Miriam Peni Toea Wisil Adrine Monagi Sharon Kwarula | 46 s 27         | Nouvelle-Calédonie Jeanne Watha Fiona Wawasse Manuella Gavin Esther Wejieme        | 49 s 53         |  |
| 4 × 400 m                | Papouasie-Nouvelle-Guinée Sharon Kwarula Donna Koniel Afure Adah Toea Wisil | 3 min 45 s 13         | Fidji Makereta Naulu Elenani Tinai Adi Rayawa Ana Baleveicau                  | 3 min 46 s 26   | Nouvelle-Calédonie Esther Wejieme Solenne Kerleguer Gaelle Rossignol Peggy Paulmin | 4 min 10 s 22   |  |
|                          |                                                                             |                       |                                                                               |                 |                                                                                    |                 |  |
| Saut en longueur         | Rellie Kaputin (PNG)                                                        | 5,97 m NR             | Adrine Monagi (PNG)                                                           | 5,76 m          | Helen Philemon (PNG)                                                               | 5,64 m          |  |
| Triple saut              | Rellie Kaputin (PNG)                                                        | 12,65 m NR            | Milika Tuivanuavou (FIJ)                                                      | 12,05 m         | Annie Topal (PNG)                                                                  | 11,99 m         |  |
| Saut en hauteur          | Rellie Kaputin (PNG)                                                        | 1,77 m NR             | Naomi Kerari (PNG)                                                            | 1,67 m          | Delilah Kami (PNG)                                                                 | 1,64 m          |  |
| Saut à la perche         | Pascale Gacon (NCL)                                                         | 3,70 m GR             | Keona Legoff (NCL)                                                            | 2,80 m          | Teumere Tepea (???)                                                                | 2,70 m          |  |
|                          |                                                                             |                       |                                                                               |                 |                                                                                    |                 |  |
| Lancer du poids          | Miliki Tuivanuavou (FIJ)                                                    | 14.59 m               | Tereapii Tapoki (COK)                                                         | 14.31 m         | Ata Tuutafaiva (TGA)                                                               | 13.03 m         |  |
| Lancer du poids ambulant | Rose Welepa (NCL)                                                           | 11.07 m (F/12)        | Regina Edward (PNG)                                                           | 8.83 m          | Vero Paul Nime (PNG)                                                               | 6.42 m          |  |
| Lancer du disque         | Tereapii Tapoki (COK)                                                       | 48,70 m               | Anastasia Takosi (NCL)                                                        | 41,49 m         | Kasandra Vegas (SAM)                                                               | 40,23 m         |  |
| Lancer du marteau        | Elise Takosi (NCL)                                                          | 52,51 m GR            | Brianna Stephens (???)                                                        | 42,77 m         | Kasandra Vegas (SAM)                                                               | 41,99 m         |  |
| Lancer du marteau        | Linda Selui (NCL)                                                           | 47,72 m               | Bina Ramesh (NCL)                                                             | 46,32 m         | Gwoelani Patu (???)                                                                | 41,99 m         |  |
|                          |                                                                             |                       |                                                                               |                 |                                                                                    |                 |  |
| Heptathlon               | Adrine Monagi (PNG)                                                         | 5 019 pts             | Lucie Turpin (NCL)                                                            | 4 832 pts       | Helen Philemon (PNG)                                                               | 4 451 pts       |  |